# محمودية (جمع أبرود)
محمودية (بالفارسية: محمودیه) هي قرية تقع في إيران في قسم جمع أبرود الريفي.